# Демарунт
Демарунт е божество, единствените сведения за което се съдържат в книгата на Филон Бибълски (50-138) „История на Финикия“. Там той е описан като син на Уран от любимата му наложница, която по време на битката на боговете му била отнета и дадена на Дагон. Демарунт и Астарта са родители на Мелкарт. 